# Поломошное (Кемеровская область)
Поломошное — село в Яшкинском районе Кемеровской области России. Административный центр Поломошинского сельского поселения.

## История
Основано в 1650 году. В «Списке населенных мест Российской империи» 1868 года издания населённый пункт упомянут как заводская деревня Поломошна (Паламошна) Томского округа (2-го участка) при реке Томи и речке Тайменке, расположенная в 90 верстах от губернского города Томска. В деревне имелось 84 двора и проживало 467 человек (217 мужчин и 250 женщин). Имелась православная часовня.

В 1911 году в деревне Поломошная, входившей в состав Тутальской волости Томского уезда, имелось 196 дворов и проживало 1029 человек (513 мужчин и 516 женщин). Действовали молитвенный дом, церковно-приходское училище, четыре мануфактурные и пять мелочных лавок, пять кузниц, ренсковый погреб, две мукомольные мельницы, казённая винная лавка, трактир, чайная, пивная, хлебозапасный магазин, две лавки, торгующие сельскохозяйственными орудиями и базар, проходящий по понедельникам.
По данным 1926 года имелось 375 хозяйств и проживало 1648 человек (в основном — русские). В административном отношении село являлось центром Поломошинского сельсовета и Поломошинского района Томского округа Сибирского края.

## География
Село находится в северо-западной части Кемеровской области, в юго-восточной части Западно-Сибирской равнины, на правом берегу реки Томи, вблизи места впадения в неё реки Тальменки, на расстоянии примерно 28 километров (по прямой) к юго-западу от посёлка городского типа Яшкино, административного центра района. Абсолютная высота — 113 метров над уровнем моря.

### Часовой пояс
Село Поломошное, как и вся Кемеровская область, находится в часовой зоне МСК+4. Смещение применяемого времени относительно UTC составляет +7:00.

## Население
| 2010 |
| ---- |
| 1684 |

Гендерный состав
По данным Всероссийской переписи населения 2010 года в гендерной структуре населения мужчины составляли 47,1 %, женщины — соответственно 52,9 %.
Национальный состав
Согласно результатам переписи 2002 года, в национальной структуре населения русские составляли 95 % из 1751 чел.

## Инфраструктура
В селе функционируют средняя школа, детский сад, врачебная амбулатория (структурное подразделение Яшкинской районной больницы), дом культуры, библиотека, автостанция и отделение Почты России.

## Улицы
Уличная сеть села состоит из 13 улиц и 4 переулков.